# Hoog-Zandveld
Hoog-Zandveld of Hoogzandveld is een wijk van Nieuwegein, in de Nederlandse provincie Utrecht. De wijk heeft 2.995 inwoners (2023).. De schrijfwijzen met of zonder Koppelteken komen beiden voor. 
De wijk grenst met de klok mee aan het gebied de Hoge Landen, park Oudegein, de wijken Zandveld en Lekboulevard, en aan het buitengebied de Hoge Landen. In het westen loopt de A2. De wijk is omgeven door veel groen. De straten in de wijk zijn allen vernoemd naar plantsoorten.

## Geschiedenis
Het gebied waar de wijk in ligt, is vanaf de 11e eeuw grootschalig ontgonnen. Als ontginningsassen fungeerden de (voorganger van) de Lekdijk, de Geindijk en de Wiersdijk. Het gebied raakt bekend als polder Zandveld. Het gebied houdt een voornamelijk agrarische functie totdat in de jaren zeventig van de twintigste eeuw grootschalige woningbouw plaatsvindt. De Geindijk en Wiersdijk blijven behouden, zij het onder andere namen. De Geindijk (die als waterkering van de IJssel de Lekdijk bij het Klaphek verbond met het voormalige 't Geyne) wordt grotendeels hernoemd tot Wilgenroos en Geinoord. De Wiersdijk (die voerde van de Geindijk naar het Huis de Wiers) heet nu Helmkruid. 
De door de polder stromende Zandvelder wetering is nog in de aaneengesloten waterpartijen in de wijk te herkennen. De vijver de Rietput in het westen van de wijk is ontstaan als zandwinningsgebied en is als parkachtig element behouden. 

## Voorzieningen

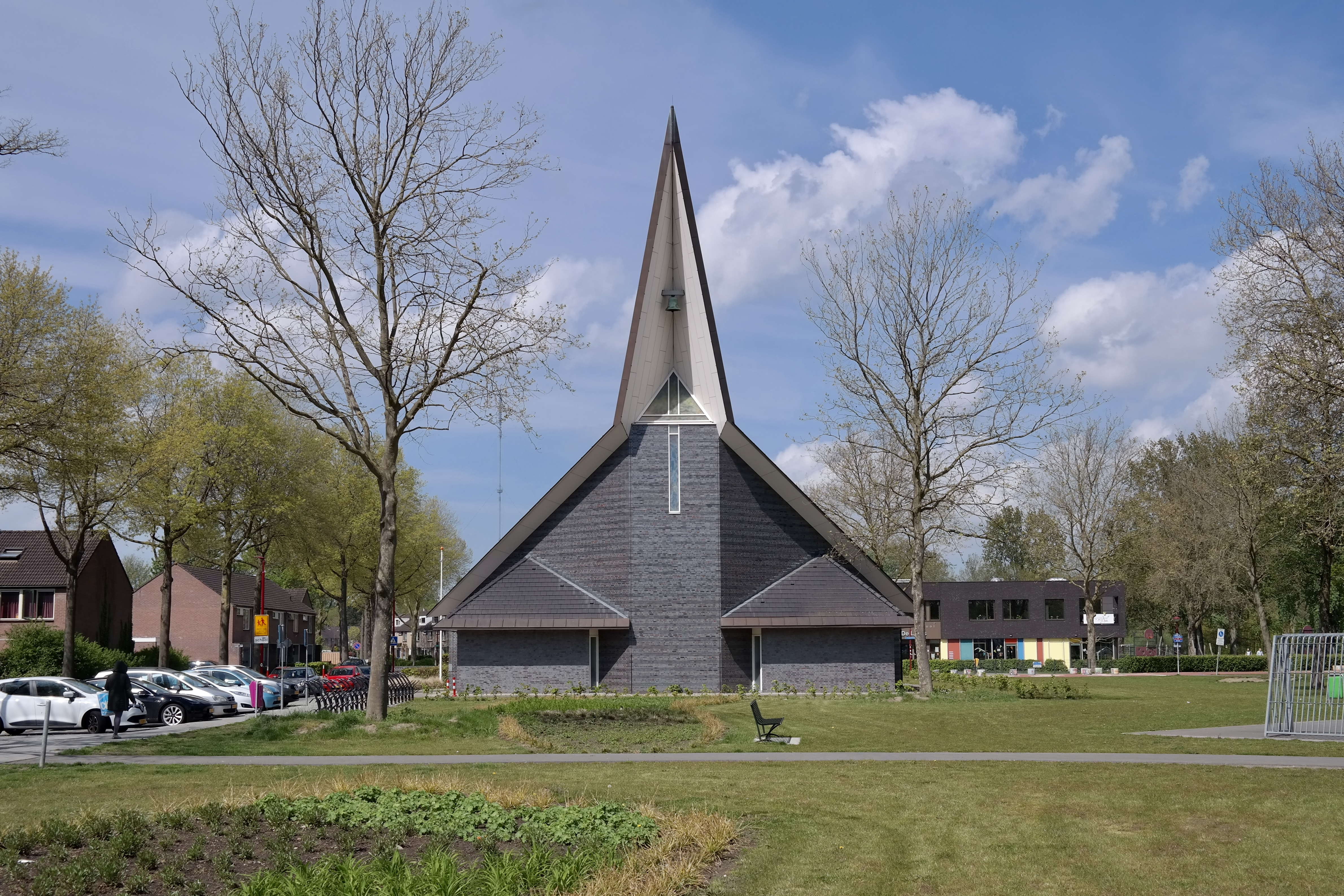
De Rank

Aan de zuidzijde van de wijk bevindt zich het winkelcentrum Hoogzandveld. Ten noorden van het winkelcentrum bevond zich een cluster met basisscholen die rond 2010 gesloopt zijn en vervangen door een nieuw schoolgebouw aan het Lotusplantsoen. Ernaast bevindt zich het kerkgebouw van PKN-gemeente De Rank.

## Openbaar Vervoer
Bij het winkelcentrum Hoogzandveld bevindt zich de eindhalte van een van de twee takken van de sneltram, Nieuwegein-Zuid. Daarnaast zijn er busverbindingen richting Utrecht enerzijds en Vianen anderzijds. Over de Lek vaart de veerpont Vrevia (Vreeswijk-Vianen) die de wijk verbindt met Vianen. 
Woonwijken: Batau-Noord · Batau-Zuid · Blokhoeve · Doorslag · Fokkesteeg · Galecop · Hoog-Zandveld · Huis de Geer · Jutphaas-Wijkersloot · Lekboulevard · Merwestein · Stadscentrum · Vreeswijk · Zandveld · Zuilenstein

Overige wijken: Het Klooster · Hoge Landen · Laagraven-Liesbosch · Oudegein · Plettenburg · De Wiers

Voormalige gemeenten: Jutphaas · Vreeswijk

Utrecht · Plaatsen in de provincie      Nederland · Provincies · Gemeenten